# Зигрид Надменната
Зигрид Надменната (известна също с полското си име Świętosława и с нордическото Sigrid Storråda) е полска княгиня, сестра на полския крал Болеслав I Храбри. Последователно става кралица на Швеция и Дания. Майка на Олаф Скьотконунг, крал на Швеция, и на Кнут Велики, крал на Дания, Англия и Норвегия.
Святослава-Зигрид се споменава в много скандинавски саги, но няма надеждни доказателства, че става дума за една и съща историческа личност. Възможно е нейният образ в сагите да е смесица от няколко действително съществували жени. Зигрид е описана като съпруга първо на шведския крал Ерик Победоносни. След неговата смърт в 995 г. тя получава много предложения за брак, едно от които е на норвежкия крал Олаф I Трюгвасон, който според легендата поискал тя да се откаже от вярата на предците си и да приеме християнството. Зигрид гордо отказала, а Олаф в яростта си я ударил в лицето с ръкавицата си. Зигрид спокойно му отвърнала, че това ще коства живота му. За да му отмъсти за обидата, Зигрид се омъжила за неговия враг датския крал Свен I Вилобради и така бил сформиран съюз между Швеция и Дания. В 1000 г. обединената армия на двете държави разбива норвежците в Сволдерската битка, в която загива и самият Олаф Трюгвасон.